# Сириус (лыжный патруль)
Лыжный патруль «Сириус» (дат. Slædepatruljen Sirius), известный также как патруль «Сириус» (дат. Siriuspatruljen) — элитное подразделение военно-морского флота Дании, занимающееся глубинной разведкой и поддержанием суверенитета Дании в северной и восточной части Гренландии, включая самый большой в мире национальный парк. Патрулирование обычно осуществляется двумя людьми и 14 собаками, продолжается до шести месяцев, зачастую на протяжении этого времени у патрульных нет контактов с другими людьми. До 2019 года «Сириус» было единственным в мире военным подразделением, имеющим ездовых собак. «Сириус» может принимать участие в боевых действиях, однако основной его задачей является поддержание порядка.

## История
Подразделение «Северо-восточный гренландский санный патруль» было основано летом 1941 года для предотвращения возможной высадки германских войск в Гренландии. На восточном берегу острова уже находилось несколько секретных метеостанций, с которых получали данные для предсказаний погоды на европейском театре военных действий, а также для планирования операций U-boat. Поэтому действия Дании по уничтожению этих станций имели важное значение как для Битвы за Атлантику, так и для воздушных и наземных сражений в Европе, несмотря на значительное географическое удаление от основных мест боевых действий.
Патруль обнаружил немецкую метеостанцию Holzauge на северо-восточном побережье острова Сэбин, которая была затем уничтожена американскими бомбардировщиками армейских ВВС из Исландии. За всё время Второй мировой войны один боец патруля был убит в бою, двое захвачены в плен, но вскоре бежали и вернулись в строй.
В 1950 году, в условиях Холодной войны, Дания приняла решение о развёртывании постоянного военного присутствия в Гренландии; тогда патруль получил название «Resolut», тремя годами позже был переименован в честь звезды Сириус, крупнейшей в созвездии Большого Пса.
Кронпринц Фредерик участвовал в полярной экспедиции «Сириуса», посвящённой его 50-летию.
В 2008 году Национальный банк Дании выпустил памятную монету номиналом 10 крон, посвящённую патрулю «Сириус».
С октября 2012 года патруль подчиняется Объединённому арктическому командованию. Ранее это санное подразделение находилось в ведении Островного командования Гренландии и датского флота. Штаб подразделения расположен в Данеборге, дозаправочные станции — в Норде, Данмарксхавне и Местерсвиге. Кроме того, на патрулируемой территории размещено более 50 складов с бараками. Южные склады пополняют с моря, а северные — с воздуха.

## Набор персонала и обучение
Кандидаты в патруль «Сириус» должны отслужить в армии, а затем пройти психологические тесты и полугодовое обучение. В патруль принимают и мужчин, и женщин, но по состоянию на 2012 год от женщин не поступало заявок. После обучения военнослужащие проводят в патруле два года. Собаки служат в патруле около 5 лет. Месячная зарплата служащего — около 22 тысяч датских крон после налогов (примерно 140 тысяч рублей).

## Обязанности

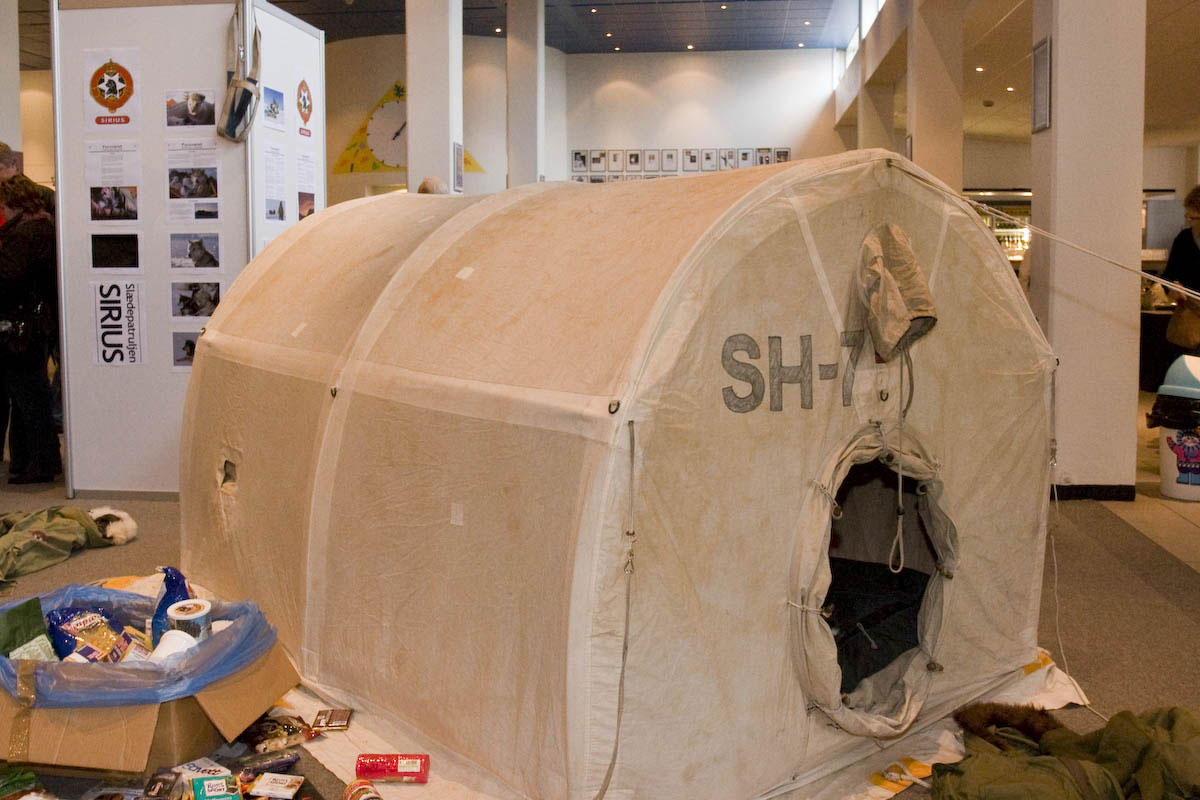
Палатка «Сириуса»

Каждый год на обход территории отправляется шесть пар военнослужащих на упряжках с 11—15 ездовыми собаками. Каждая группа везёт около 300—350 кг груза (в зависимости от дистанции до склада). Территория патрулирования включает северную и северо-восточную часть Гренландии, от фьорда и ледника Петерманна (81°04′ с. ш. 61°40′ з. д.) до Кап-Биот (дат. Kap Biot) к северу от фьорда Флеминга (71°53′ с. ш. 22°33′ з. д.). По прямой расстояние между этими точками составляет около 2100 км, но путь по береговой линии намного длиннее, примерно 16 000 км. В день группа проходит около 30 км.
Патрулирование разделено на два временны́х периода. Начало осеннего периода выбирают в зависимости от сроков ледостава, обычно с ноября до конца декабря, иногда и до начала января. Полярная ночь начинается в начале ноября, тогда же начинаются зимние ураганы. В конце января кончается полярная ночь и устанавливается более спокойная погода, тогда же начинается второй период, продолжающийся до июня (начало ледохода).
Летом происходит около 30 экспедиций в национальный парк, для каждой из которых патруль получает отдельное разрешение.
Патруль выполняет также ценные с научной точки зрения наблюдения: к примеру, они собирают данные по продолжительности ледового периода в Данеборге с 1951 года.

## Экипировка
Из-за особых условий работы служащие в патруле используют множество предметов экипировки, отсутствующих у других датских военных. К примеру, пистолет SIG P210 с патронами 9×19 мм Парабеллум был заменён на Глок под патрон 10mm Auto, потому что первый оказался неэффективен против белых медведей. В 1980-х годах «Сириус» всё ещё использовал винтовки M1917 Enfield 1917 года выпуска, по причине того, что они могли стрелять в столь низких температурах, в отличие от более современного оружия.